# Blaues Band der Weser

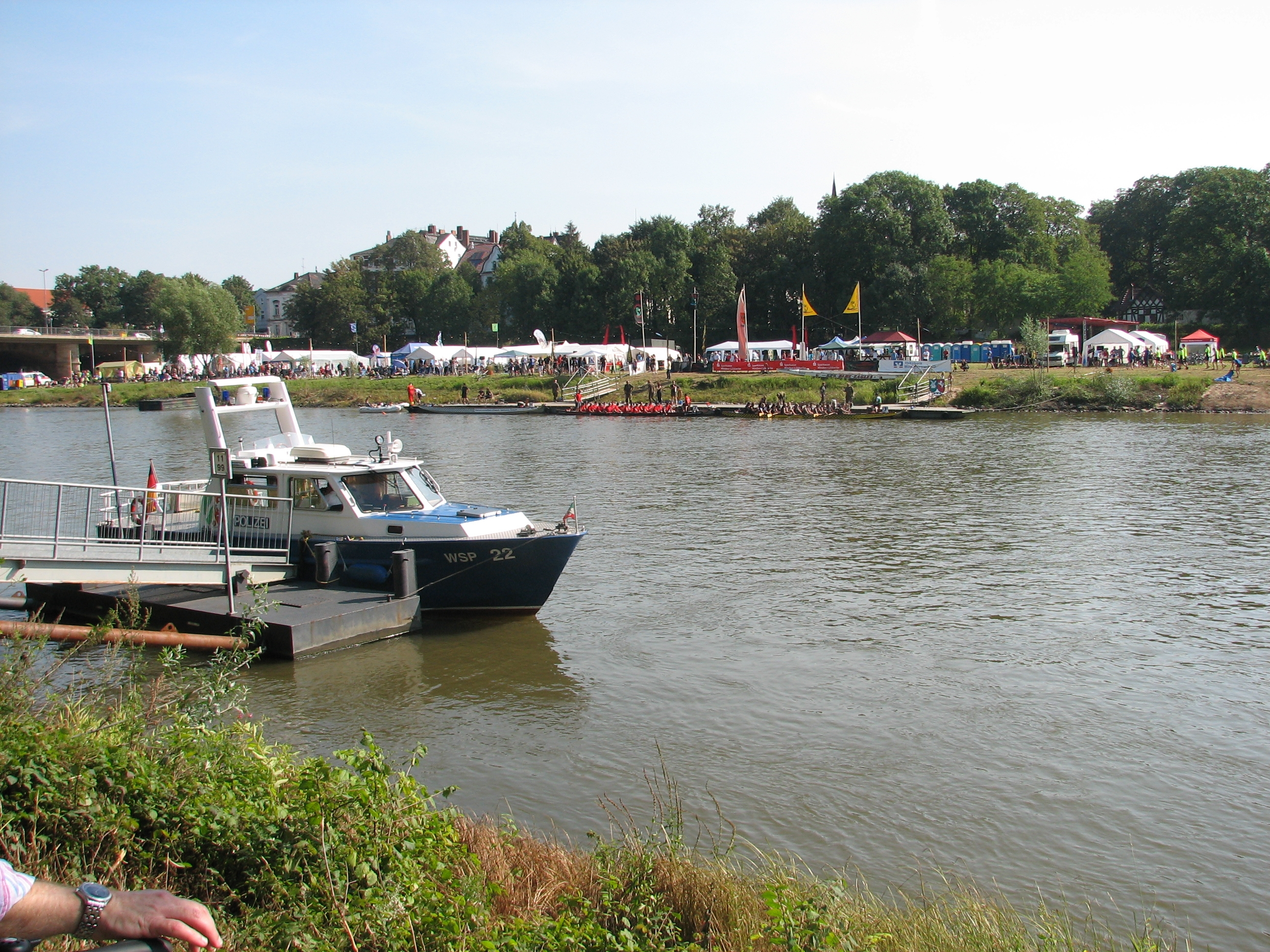
Zieleinlauf auf dem rechten Weserufer in Minden 2011

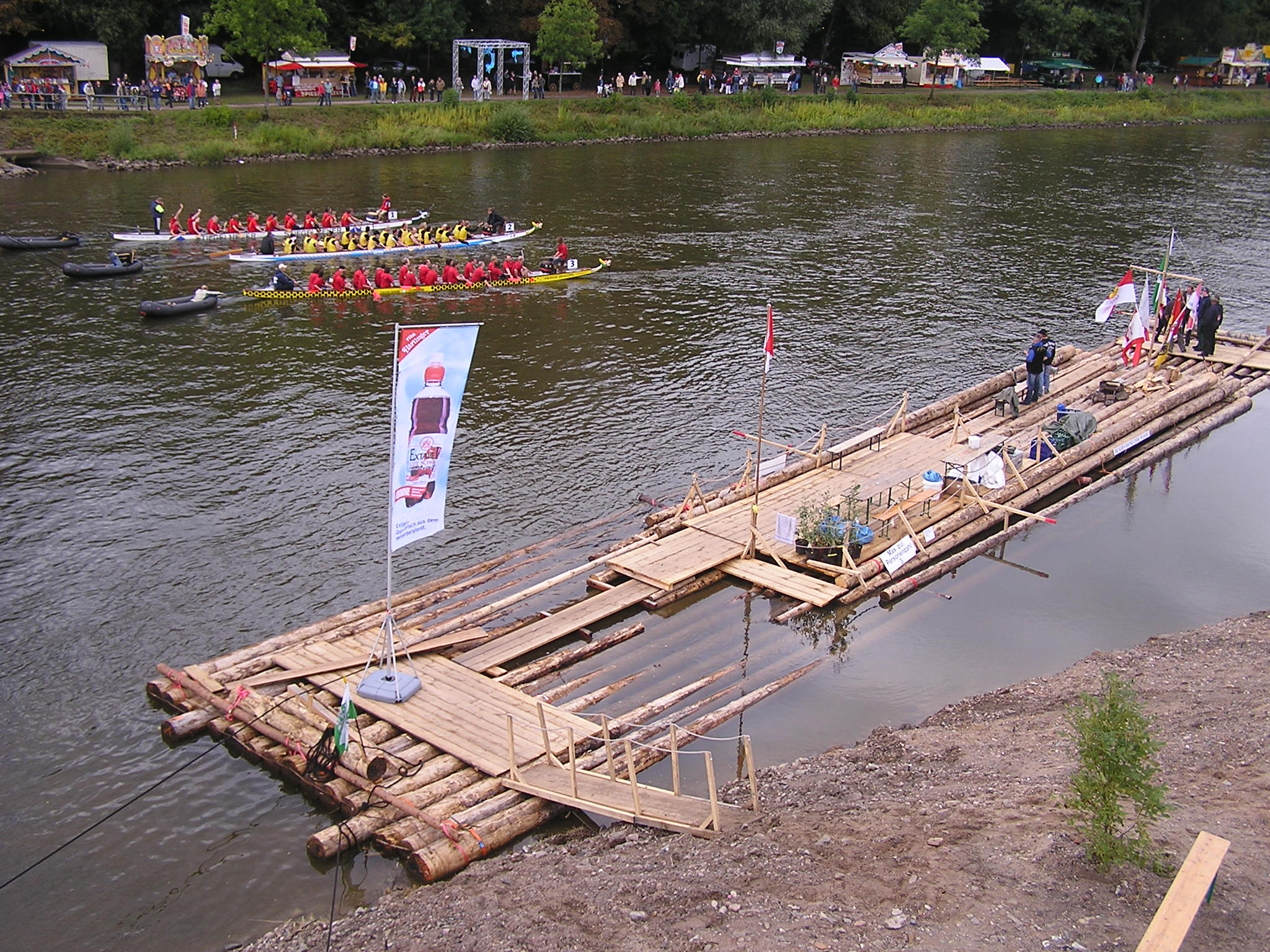
Drachenboot und Weserfloß 2009

Das Blaue Band der Weser ist eine Wassersportgroßveranstaltung auf und an der Weser in Minden und ein Volksfest.
Alle zwei Jahre zu den ungeraden Jahreszahlen kommen über 3.000 Kanuten, Ruderer, Schwimmer, Drachenbootfahrer und Triathleten aus Deutschland und dem Ausland an die Weser und in die heimischen Freibäder. Neben den sportlichen Wettkämpfen bietet das kulturelle Rahmenprogramm in der einzigartigen Atmosphäre an der Weser ein einmaliges Erlebnis für die Teilnehmer und tausende  Besucher. Die Parkanlagen an der Weser sind mit unzähligen bunten Lichterketten geschmückt; Kleinkunstbühnen, Volks- und Jazztanz, Musikgruppen und Schausteller sorgen für Abwechselung.
2023 findet am ersten Septemberwochenende die 38. Veranstaltung statt, nachdem 2021 wegen Corona die Veranstaltung ausfallen musste.
Gleichzeitig findet die Weserberglandrallye, eine Langstreckenregatta für Kanuten und Ruderer auf der Weser ab Hameln, Rinteln und Vlotho nach Minden statt.
Ein Höhepunkte der Veranstaltung ist das große Höhenfeuerwerk, sowie die nächtliche Parade der beleuchteten und geschmückten Boote auf der Weser, begleitet von DLRG-Fackelschwimmern.

## Geschichte
1951 vereinbarten Wassersportvereine rund um die Porta Westfalica wassersportliche Wettbewerbe aller Disziplinen auszurichten. Die Wassersportvereine aus Minden, Petershagen, Porta Westfalica, Bad Oeynhausen und Rinteln sowie die Stadt Minden schlossen sich im „Ring der Wassersportvereine um die Porta Westfalica e.V.“ zusammen und richteten jährlich am ersten vollen Septemberwochenende das „Blaue Band der Weser“ aus. Später wurde ein zweijährlicher Rhythmus (in ungeraden Jahren) eingeführt. Das Motto der Veranstaltung war „Sport mit Volksfest“. Der vollständige Name lautet „Wettkämpfe um das Blaue Band der Weser“.
Nach Pressemeldungen im Herbst 2010 ist der Ring der Wassersportvereine um die Porta Westfalica e.V. in finanzielle Bedrängnis gekommen.
Im Jahr 2011 konnte man sich neu aufstellen und dann fand das neu organisierte Blaue Band der Weser mit 20.000 Zuschauern in Minden statt.